# Bergbahnmatrose
Der Bergbahnmatrose ist ein aussterbender Beruf in der Schweiz und in Österreich. 
Besatzungsmitglieder der Rundfahrtschiffe, die auf dem Vierwaldstättersee fuhren, erhielten eine spezielle Ausbildung zum Führen der Standseilbahn. Wenn ein Schiff in Treib anlegte, übernahm ein Besatzungsmitglied die Aufgabe eines Seilbahnführers für die Treib-Seelisberg-Bahn (TSB). Umgekehrt  wurde das Bergbahnpersonal zu Matrosen ausgebildet. Diese taten noch 2005 ihren Dienst auf den Schiffen. Durch Modernisierung der Bergbahn wurde der Bergbahnmatrose überflüssig. 
Ausser in Treib gab es diesen Beruf noch am Zugersee und in Österreich am Wolfgangsee.